# Norman Fickel
Norman Fickel (* März 1963 in Nürnberg) ist ein deutscher Mathematiker mit Spezialgebiet Wirtschaftsmathematik.

## Leben und Karriere
Norman Fickel wuchs in der Tetzelgasse in der Nürnberger Altstadt bzw. Sebalder Altstadt auf. Im September 1969 kam er als Grundschüler an die am nördlichen Ende der Tetzelgasse gelegene Grundschule Paniersplatz. Daraufhin besuchte er ab September 1973 das Leibniz-Gymnasium in Altdorf bei Nürnberg, das er im Juni 1982 mit dem Abitur abschloss. Nach seinem Wehrdienst bei der Bundeswehr, den er von Oktober 1982 bis Oktober 1983 in Regensburg verbrachte und mit dem Dienstgrad Obergefreiter abschloss, begann er bereits im November 1983 ein Mathematikstudium an der Friedrich-Alexander-Universität Erlangen-Nürnberg (FAU). Das Studium beendete er im Mai 1989 mit dem Diplom und war anschließend von Juni 1989 bis Mai 1990 Mitarbeiter in einem mathematischen Forschungsprojekt. Während dieser Zeit heiratete er im Juli 1989 auch seine Frau Ute, eine heutige Oberstudienrätin am Paul-Pfinzing-Gymnasium in Hersbruck. Von Juni 1990 bis Dezember 1993 machte er sein Doktorat im Studienfach Statistik an der WiSo der FAU und promovierte im Dezember 1993 als Dr. rer. pol. (Doktor der Wirtschafts- und Sozialwissenschaften).
Seiner ersten Arbeit nach absolviertem Studium ging er von Januar bis Juni 1994 bei der Vereinten Krankenversicherung AG in München nach, ehe er von Juli 1994 bis Januar 2000 Habilitand der Statistik und Ökonometrie (Dr. rer. pol. habil.) war. Während dieser Zeit war er von Juli 1994 bis Juni 2000 wissenschaftlicher Assistent der Besoldungsgruppe C1 an der FAU. Im Oktober 1996 wurde sein Sohn geboren. Darüber hinaus war Fickel während seiner Zeit als Habilitand von Januar bis März 1998 als wissenschaftlicher Gast am Babson College in Wellesley im US-Bundesstaat Massachusetts tätig. Im November 2000 erhielt Fickel, damals noch Privatdozent, den Habilitationspreis der FAU. Bereits ab Juli dieses Jahres war er als Oberassistent in der Besoldungsgruppe C 2 am Lehrstuhl für Statistik und empirische Wirtschaftsforschung der WiSo tätig und beendete dieses Engagement im März 2003 um für einige Monate als Professor der Besoldungsgruppe C 2 Wirtschaftsmathematik an der Technischen Fachhochschule Berlin zu unterrichten (April bis September 2003).
Im Oktober 2003 kehrte er wieder an die WiSo der FAU zurück und wurde als Lehrkraft in der Besoldungsgruppe A 14 unter Vertrag genommen. Im März 2004 erhielt er die Berufung, eine Professur an der FAU zu übernehmen; er ist in dieser Tätigkeit heute (Stand: Dezember 2018) noch immer aktiv. Im Mai 2006 erhielt Fickel unter anderem das Zertifikat Hochschullehre Bayern, dessen Erwerb erst seit diesem Jahr am Zentrum für Hochschuldidaktik (DiZ) möglich war. Im Laufe der Jahre veröffentlichte er diverse Publikationen oder Beiträge in Fachzeitschriften und arbeitete unter anderem mit Otto Hass, dessen Nachfolger er auf dem Lehrstuhl wurde, zusammen. Außerdem fällt er durch seine teilweise recht unkonventionelle Lehrweise bzw. sein Verhalten bei Vorlesungen auf. Des Weiteren gehört er dem Kirchenvorstand der Evang.-Luth. Kirchengemeinde Feucht an seinem Wohnort Feucht an.

## Publikationen (Auswahl)
- 1995: Auswirkungen der Bevölkerungsentwicklung in der Bundesrepublik Deutschland auf die Ausgaben für Gesundheit
- 2001: Sequenzialregression
- 2002: Statistik mit Stichproben
- 2002: Einführung in die Statistik
- 2005: Aufgaben zur Mathematik für Wirtschaftswissenschaftler (1. Auflage)
- 2006: Finanzmathematik (8. Auflage)
- 2007: Aufgaben zur Mathematik für Wirtschaftswissenschaftler (2. Auflage)
- 2012: Finanzmathematik (9. Auflage)
- 2012: Aufgaben zur Mathematik für Wirtschaftswissenschaftler (3. Auflage)